# Chadži-Murat
Chadži-Murat (in russo Хаджи-Мурат?, Chadži-Murat) è un romanzo storico breve, ovvero un racconto lungo, scritto da Lev Tolstoj fra il 1895 e il 1904 e pubblicato postumo nel 1912. È uno degli ultimi lavori di Tolstoj. Le vicende narrate nel romanzo si sono svolte fra la fine del 1851 e il 1852, quando Tolstoj era un giovane ufficiale russo nel Caucaso.

## Trama
Nel prologo il narratore descrive un campo fiorito, durante la stagione estiva, soffermandosi su un cespuglio di cardi contenente tre fiori di colore rosso. Uno dei fiori è stato pressoché strappato e si regge su di un gambo sghembo, che evidentemente è stato schiacciato dalla ruota di un carro. Pur danneggiato, il cardo è ancora vitale e resta attaccato tenacemente al suolo. L'atteggiamento del cardo ricorda al narratore quello del Chadži-Murat (traslitterato anche Hadji Murad), un guerrigliero àvaro contrario all'annessione russa della Cecenia, il quale nella metà del XIX secolo si avvicinò ai russi nella speranza di difendere la propria indipendenza e di salvare i propri familiari.

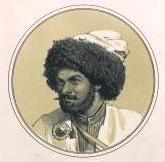
Chadži-Murat

La narrazione si apre con l'arrivo di Chadži-Murat, assieme a due suoi seguaci, in un aul (villaggio di montagna) braccato dagli uomini di Šamil, il comandante supremo dei separatisti caucasici, di cui peraltro Murat è stato il principale naib (aiutante). Chadži-Murat ottiene ospitalità nella casa di Sado, un suo leale sostenitore. Ma la notizia si diffonde fra gli abitanti del villaggio e Murat deve nuovamente fuggire. Un luogotenente di Murat riesce a prendere contatto con i militari russi i quali, sebbene finora siano stati combattuti aspramente da Murat, promettono di concedere loro asilo.
Chadži-Murat, accompagnato da alcuni suoi seguaci, si dirige verso la fortezza di Vozdvižensij per unirsi alle forze russe; è inseguito da un drappello di seguaci di Šamil i quali, nei pressi della fortezza, si scontrano con un drappello di russi. Nello scontro viene ferito mortalmente un giovane soldato semplice russo di nome Petrùcha Advèev. Tolstoj si sofferma a lungo sulla vicenda di Petrùcha: contadino, sposato ma senza figli, si era arruolato al posto di suo fratello Akìm, padre di cinque figli. Suo padre si era rammaricato di questa scelta perché Petrùcha era un lavoratore migliore di Akim. La morte di Petrùcha getta nella disperazione i suoi familiari, ma non la moglie Aksinja: attende un figlio dal fattore, il quale ora «avrebbe potuto sposarla, come le aveva detto quando cercava di piegarla al suo amore»

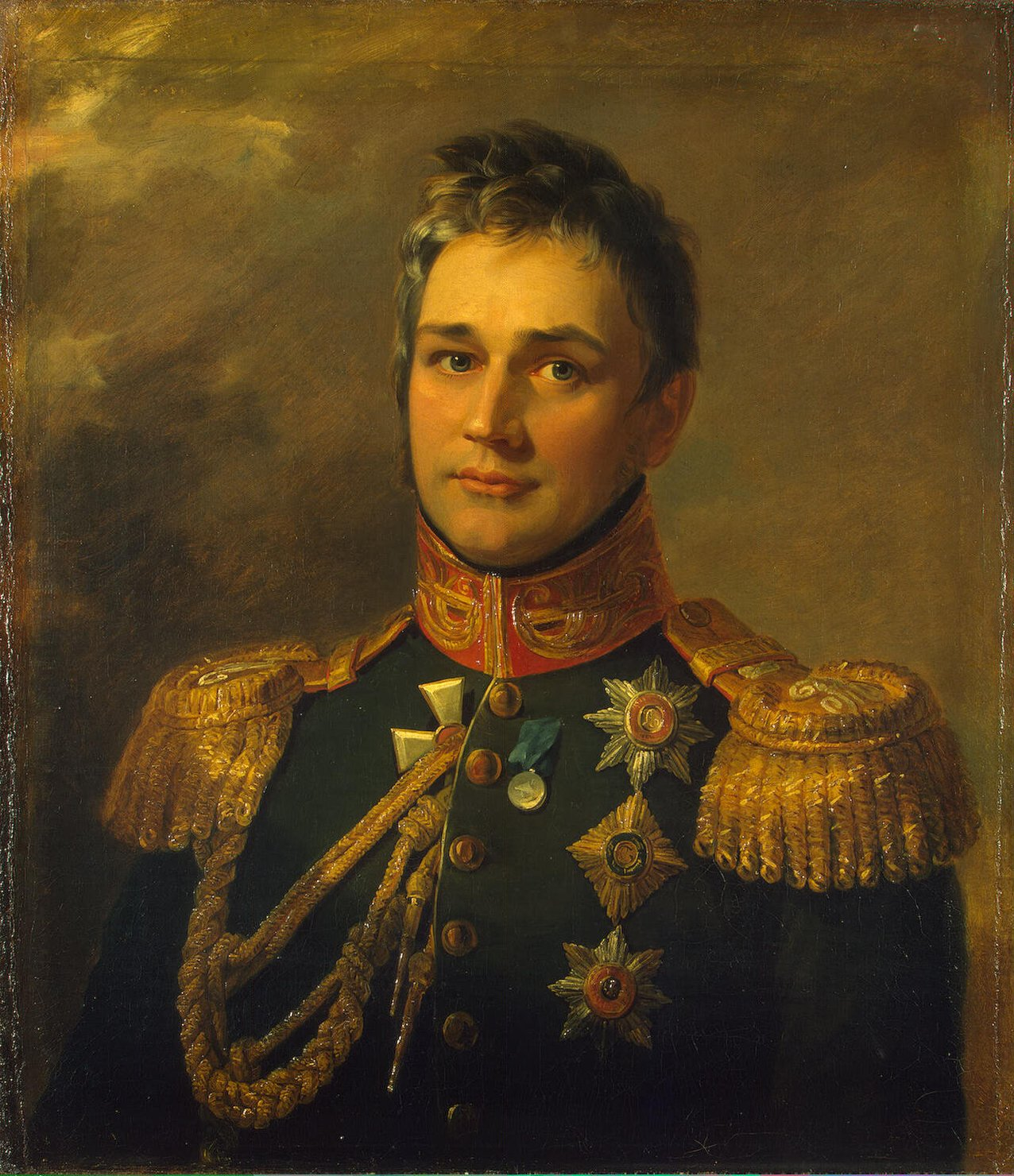
Michail S. Voroncov

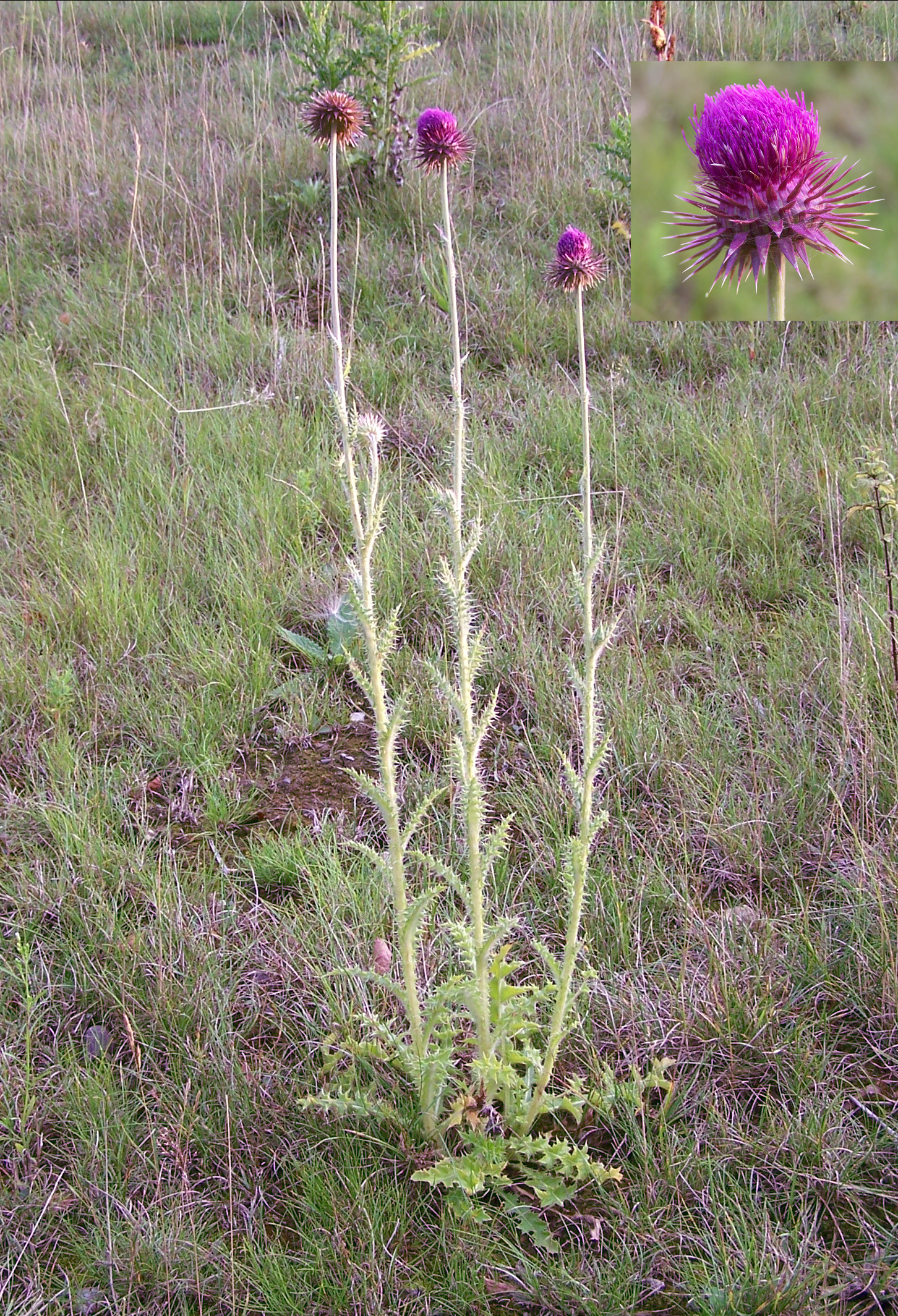
Carduus nutans

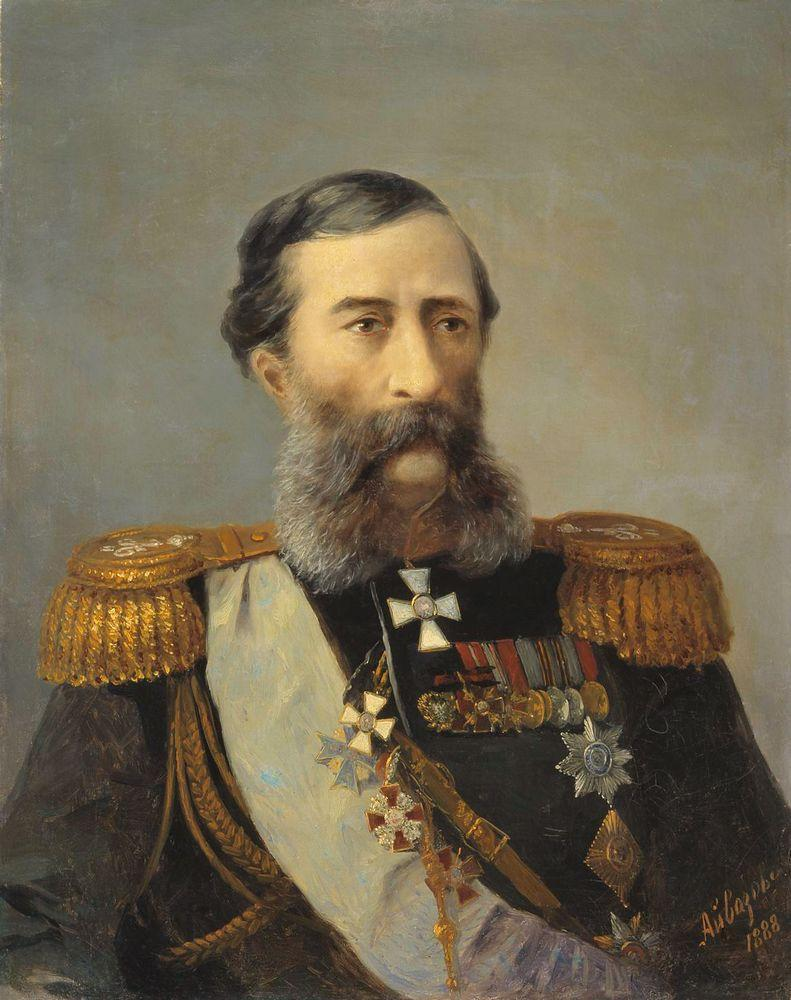
Michail Lorìs-Mèlikov

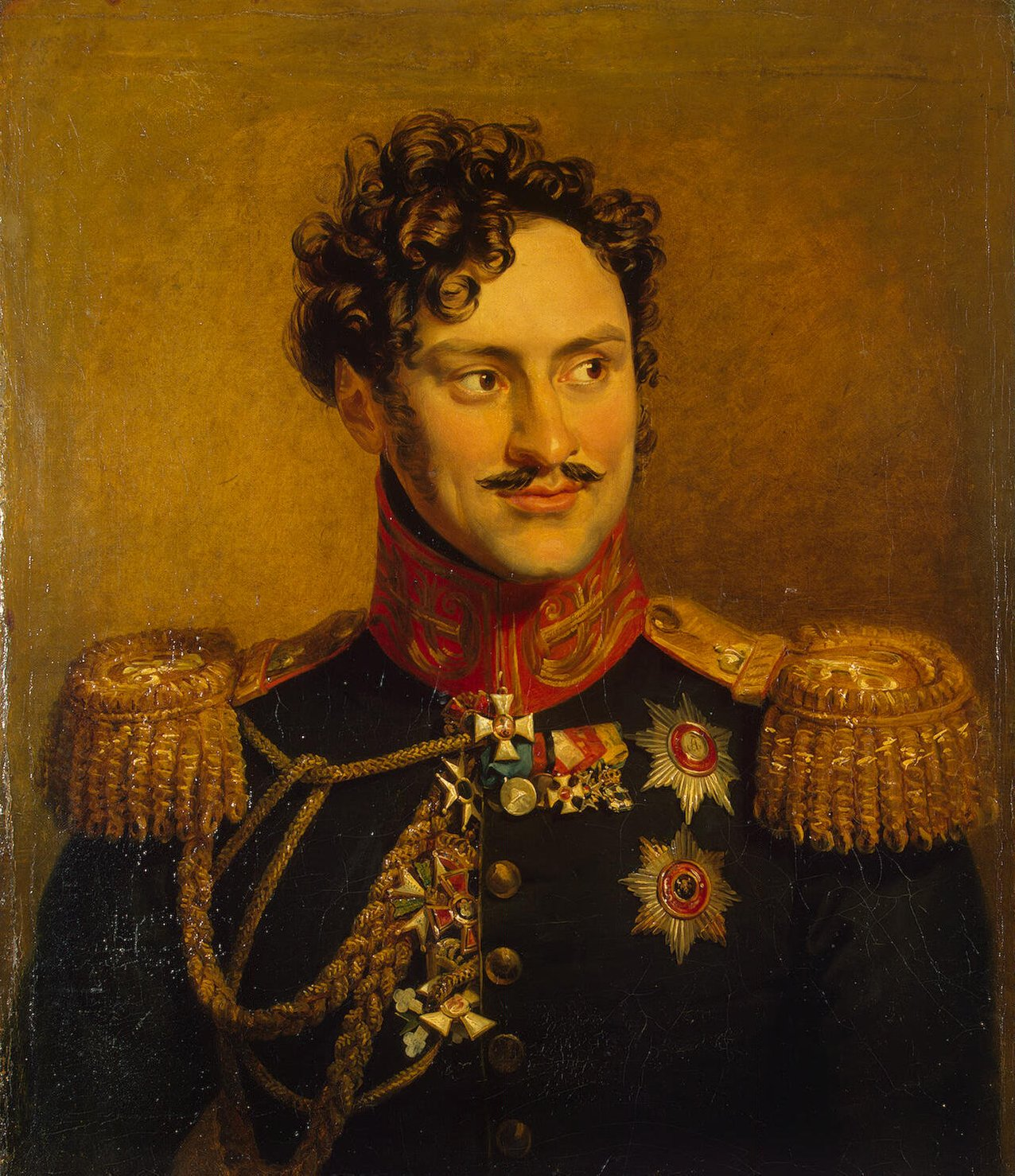
Aleksandr Ivanovič Černyšëv

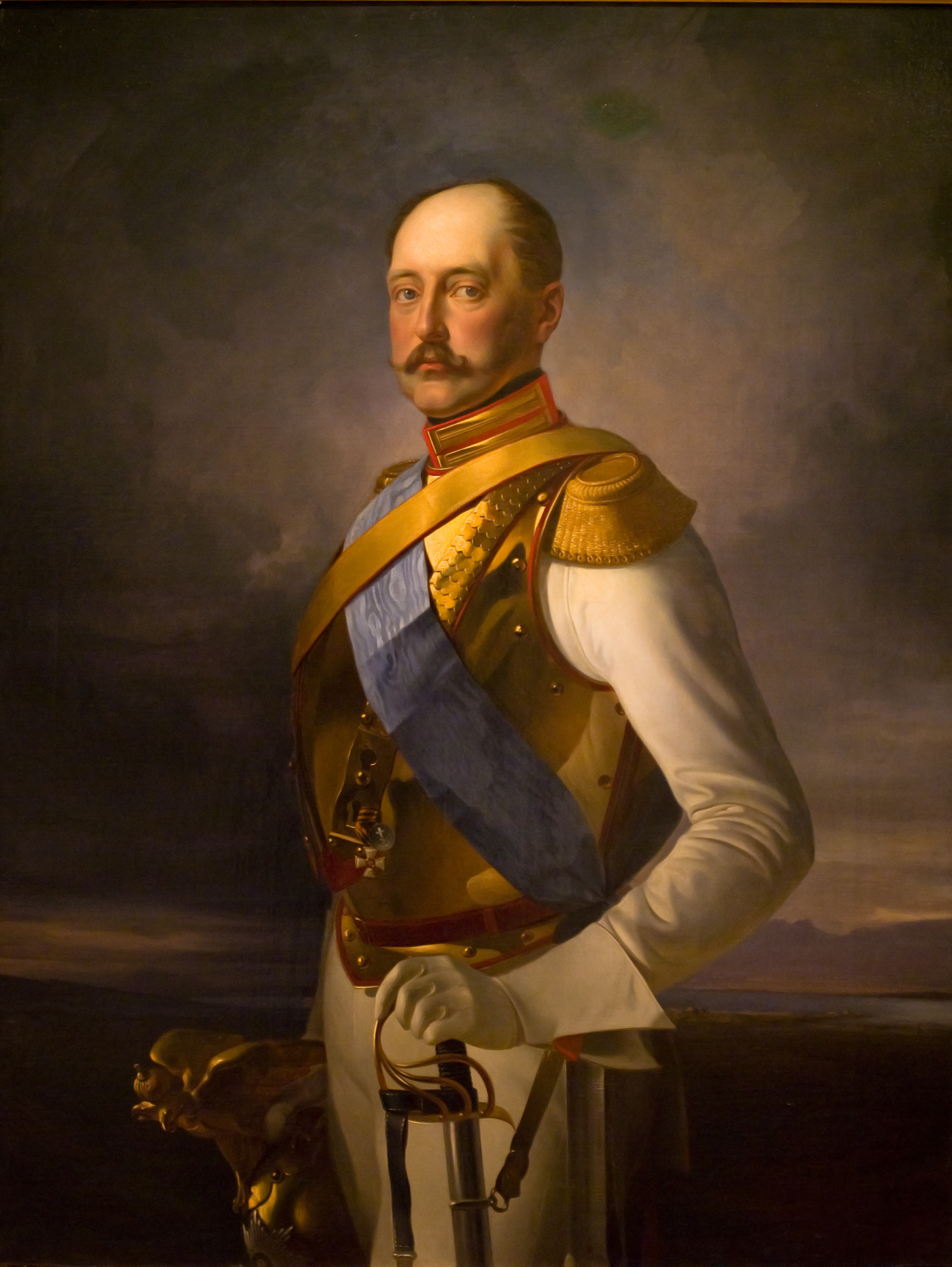
Zar Nicola I

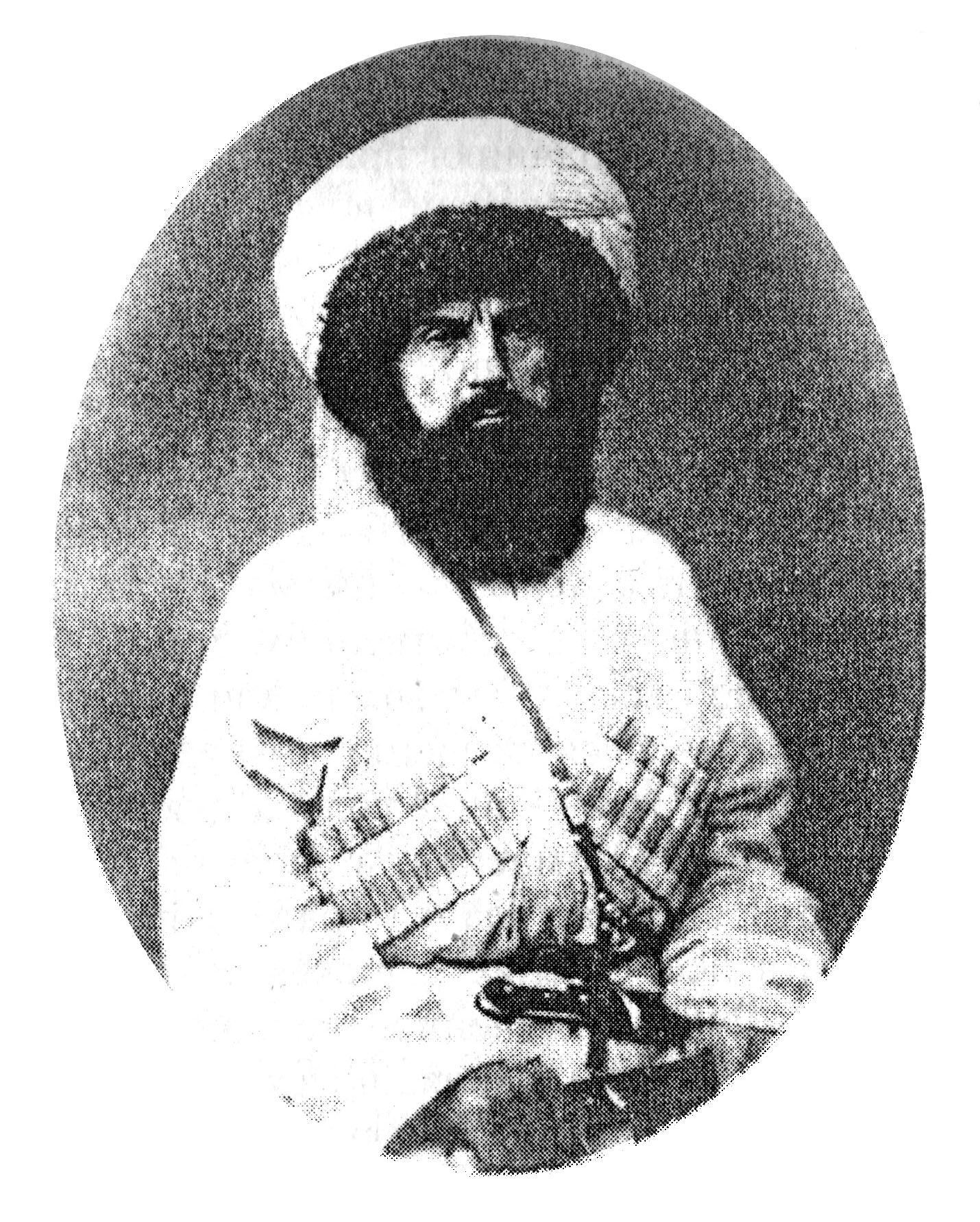
Šamil

A Vozdvižensij Murat e i suoi compagni sono accolti dal comandante della fortezza, il giovane principe Semën Voroncov, il quale ospita il comandante caucasico nella propria abitazione, dove vive con la moglie Marija Vasìlevna e il figlioletto di sei anni. Si instaura un patto di amicizia fra Chadži-Murat e il giovane principe, siglato, secondo il rituale ceceno, dallo scambio di regali fra i kunak (amici); un prezioso pugnale regalato da Chadži-Murat al bambino e l'orologio personale di Semjòn regalato a Murat.
Chadži-Murat viene condotto a Tbilisi per incontrare il generale Voroncov comandante supremo dell'esercito russo in Cecenia. Il dialogo fra i due, i quali non parlano la lingua dell'altro, avviene soprattutto attraverso gli sguardi. Inizialmente il generale russo diffida di Chadži-Murat, di cui sa peraltro poco; incarica pertanto il suo aiutante Lorìs-Mèlikov, che conosce il tartaro, di scrivere la biografia di Murat. Dai colloqui di Lorìs-Mèlikov con Chadži-Murat il lettore conosce gli antefatti delle vicende esposte nel racconto. Chadži-Murat era nato in una povera famiglia di montanari nel villaggio di Tselmes, ma era cresciuto alla corte dei Khan locali perché sua madre era stata balia del primogenito della famiglia principesca. Quando Murat aveva quindici anni i mjurid proclamarono la chazavat (guerra santa) contro la Russia a cui aderirono Ceceni e Avari. Chadži-Murat era rimasto dapprima in disparte; cominciò a interessarsene per motivi religiosi (Chadži-Murat è musulmano) ma si mostrò diffidente quando l'imam Gamzat invitò i Khan ad aderire alla chazavat. Gamzat, con l'appoggio di Šamil, fece uccidere infatti i khan e progettò l'uccisione di Chadži-Murat e dei suoi familiari; Murat lo precedette organizzando, con l'aiuto del proprio fratello Osama, un attentato contro Gamzat nel corso del quale rimasero uccisi sia l'imam che Osama. Chadži-Murat rifiutò anche gli inviti di Šamil, il successore di Gamzat, ritenuto da Chadži-Murat responsabile della morte di Osama; Chadži-Murat fu nominato pertanto governatore russo dell'Avaria dal barone Rosen. I rapporti con i russi si guastarono per l'odio nei suoi confronti nutrito da Achmed-khan. A differenza dei russi, Šamil lo appoggiò nella lotta contro il suo mortale nemico; per riconoscenza Chadži-Murat passò dalla parte di Šamil divenendone il braccio destro nella guerriglia contro l'occupazione russa del Caucaso. Negli ultimi tempi tuttavia Šamil è diventato diffidente nei confronti di Chadži-Murat e ne ha preso in ostaggio la madre, la moglie e il figlio. Chadži-Murat rivela a Lorìs-Mèlikov che chiede l'aiuto russo soprattutto per poter liberare i suoi familiari ostaggi di Šamil.
Voroncov si convince che Murat può essere l'uomo giusto per neutralizzare Šamil; invia pertanto una lunga relazione in tal senso al ministro Černyšëv. Costui, tuttavia, è geloso di Voroncov e manovra affinché lo zar Nicola I non approvi il piano del generale. Dal ritratto che Tolstoj fa dello zar emergono soprattutto la presunzione (crede di essere inviato dal cielo per impedire che l'intera Europa, non solo la Russia, precipiti in mano ai rivoluzionari), la ferocia (fa torturare e uccidere a colpi di frusta nemici, veri o presunti, per lo più inermi), la lussuria (sessantenne, ha rapporti sessuali con giovani donne che compensa con monili), l'incompetenza e la debolezza all'adulazione. Guidato da Černyšëv, Nicola I giunge alla conclusione che Chadži-Murat fosse passato ai Russi per paura dell'esercito russo e che la politica verso la Cecenia debba essere:
(Chadži-Murat; introduzione, traduzione e note di Milli Martinelli, Milano: BUR, 2009, Cap. XV, p. 116. ISBN 978-88-17-16962-2)
Gli ordini dello zar si traducono in una spaventosa carneficina di Ceceni da parte dei russi con conseguente desiderio di vendetta dei Ceceni verso i russi: 
(Chadži-Murat; trad. di Milli Martinelli, op. cit., cap. XVII, p. 126)
Šamil, il cui prestigio è stato rafforzato dalla repressione russa, fa trasferire i familiari di Chadži-Murat in una zona più difendibile e fa sapere che, se Chadži-Murat non si presenterà, per rappresaglia ne farà disonorare la madre e la moglie e accecare il figlio.
Il racconto procede con l'arrivo, nella fortezza russa retta da Ivan Matveevič, di un gruppo di soldati russi con la testa mozzata di Chadži-Murat su un cuscino. Mentre Maria Dimitriyevna, compagna di Ivan Matveevič, protesta contro l'orrenda scena chiamando "boia" i soldati russi, viene ricostruita in flashback la fine di Murat. Chadži-Murat, che veniva tenuto sotto stretta sorveglianza dai russi dopo le demenziali disposizioni dello zar, decide di tentare la salvezza dei suoi familiari con il solo aiuto dei suoi fedelissimi. Si allontana perciò dal fortino russo. I russi organizzano la sua cattura con un centinaio di soldati a cui si aggiungeranno duecento ceceni che erano passati ai russi. Chadži-Murat viene raggiunto e, ferito mortalmente al fianco sinistro, cade. I nemici esultano
(Chadži-Murat; trad. di Milli Martinelli, op. cit., Cap. XXV, p. 175)

## Genesi dell'opera
Chadži-Murat fu scritto da Lev Tolstoj fra il 1896 e il 1904 e fu pubblicato postumo nel 1912. Si tratta pertanto di un racconto del Tolstoj maturo, ma con alcuni temi caratteristici del Tolstoj giovane. Nel prologo del Chadži-Murat l'autore dichiara che il soggetto è stato in parte vissuto dall'autore, in parte ricostruito da testimoni oculari e in parte immaginato.
Tolstoj si recò nel Caucaso all'età di ventitré anni sulle orme del fratello maggiore Nikolaj, e tra il 1851 e il 1853 prese parte alla guerra caucasica. Nei Diari e nelle lettere di Tolstoj si trovano spesso riferimenti al personaggio storico Chadži Murat, che tuttavia lo scrittore non conobbe personalmente perché, a quanto pare, si trovava a Tbilisi quando il condottiero caucasico si consegnò ai russi.
Lo scrittore raccolse una vastissima documentazione sulla espansione russa nel Caucaso già attorno al 1850. Dai Diari si sa inoltre che lo scrittore lesse con interesse gli studi sul Caucaso che l'etnografo russo Arnold Zisserman pubblicò nel 1875. L'idea di un lavoro sul guerriero caucasico gli venne  del 1896, quando Tolstoj vide un cardo danneggiato ma ancora vitale, e scrisse nel diario del 19 luglio 1896 che quel cardo gli ricordava Chadži-Murat
Si conoscono diverse redazioni dell'opera, alcune delle quali hanno titoli molto diversi da quello finale (per esempio, Il cardo o Chazavat). La prima bozza fu redatta da Tolstoj nell'agosto del 1896. Dopo questa, Tolstoj cominciò a raccogliere e studiare la letteratura riguardante la storia e la geografia del Caucaso. La seconda e la terza bozza furono fatte alla fine del 1897. Nei primi mesi del 1898 Tolstoj scrisse altre due redazioni; nei tre anni successivi, tuttavia, nei Diari non vi è più alcun accenno al "Chadži-Murat". La maggior parte del testo fu scritto nel periodo agosto-settembre 1902. Successivamente Tolstoj decise di aggiungere il lungo accenno allo zar Nicola I, e infine trascorse molto tempo a studiare le fonti. A quanto pare la data dell'ultima modifica risale al dicembre 1904.
Sembra che Tolstoj avesse deciso fin dal 1896 di non pubblicarlo in vita, ritenendo che questo libro difficilmente avrebbe ottenuto il visto della censura. Peraltro l'edizione pubblicata a Mosca nel 1912 fu mutilata dalla censura soprattutto nel capitolo XV, contenente il ritratto dello zar, e nel capitolo XVII, dedicato al feroce massacro di un villaggio ceceno ad opera dell'esercito russo in seguito all'ordine insensato dello zar.

## Critica
Chadži-Murat è ritenuto da Pietro Citati «il capolavoro sconosciuto», i cui temi sono fusi, modulati, intrecciati da Tolstoj «con un'arte della polifonia che ricorda i suoi grandi romanzi». Šklovskij scrisse che Chadži-Murat è il racconto sui contadini che Tolstoj per tutta la vita desiderò scrivere. Colpiscono, nel racconto, le ragioni dei rapporti conflittuali fra Russia e Cecenia, ancora attuali nel XX secolo. Ha affermato Evtušenko: «Se il presidente El'cin avesse letto Chadži-Murat di Tolstoj, è assai improbabile che si sarebbe imbarcato in un conflitto coi Ceceni».

## Edizioni

### Originali
- Posmertnye chudožestvennye proizvedenija L'va Nikolaeviča Tolstogo pod redaktsiej V.G. Čertkova (Opere artistiche postume di Lev Nikolàevič Tolstoj, a cura di V.G. Čertkov), Mosca: ed. A.L. Tolstaja, 1912
- Posmertnye chudožestvennye proizvedenija L'va Nikolaeviča Tolstogo pod redaktsiej V.G. Čertkova (Opere artistiche postume di Lev Nikolàevič Tolstoj, a cura di V.G. Čertkov), Berlino: Svobodnoe slovo, 1912 (a differenza della edizione di Mosca, l'edizione di Berlino non fu sottoposta a interventi della censura russa)

### Traduzioni italiane
- Hadgi-Murat: episodio di guerra nel Caucaso; traduzione integrale dal russo di Erme Cadei, Sesto S. Giovanni: A. Barion, 1929
- I cosacchi; Sebastopoli; Hadgi-Murat; Sesto San Giovanni: Barion, 1930
- Hagi Murat; Padre Sergio; La sonata a Kreutzer; traduzione di Leo Gastovinsky, Milano: Bietti, 1931
- «Chagi-Murat». In: Padre Sergio: racconti, Duchessa d'Andria, Torino: Slavia, 1931 (il volume contiene i seguenti racconti: Chadži-Murat; Padre Sergio; Dopo il ballo; Aljosa il bricco; Quel che vidi in sogno)
- Hadgi Murat: l'eroe del Caucaso; illustrazioni in nero e a colori di Hilla von Horst, Milano: Genio, 1941
- Il principe ribelle, Roma: F. Capriotti, 1946
- «Chadži-Murat». In: Giuseppe Donnini (a cura di), Romanzi brevi e racconti, Roma: Gherardo Casini, 1951
- «Chagi-Murat» e «Appendice a Chagi-Murat». In: Lev Tolstoj, Racconti; a cura di Agostino Villa, Vol. III, Torino: Einaudi, 1955
- «Chadži-Murat». In: Eridano Bazzarelli (a cura di), Tutte le opere narrative e di teatro di Lev N. Tolstoj, Vol. IV "Ultimi racconti"; trad. di Erme Cadei, Milano: Mursia, 1960
- Hadgi-Murat: l'eroe del Caucaso; versione italiana di Adriana Lyanova e di Mary Tibaldi Chiesa, Milano: Ceschina, 1961
- Un cavaliere del Caucaso; traduzione di Giacinta De Dominicis Jorio, Roma: Edizioni paoline, 1966
- Un cavaliere del Caucaso; a cura di Vanna Bosia; traduzione di Giacinta De Dominicis Jorio; illustrazioni di Luigi Togliatto, Torino: Saie, 1969
- Chadzi-Murat; traduzione di Milli Martinelli, Milano: Emme, 1976; Milano: BUR, 2009, ISBN 978-88-17-16962-2
- Romanzi brevi; a cura di Igor Sibaldi, Milano: Mondadori, 1992
- Chadži-Murat; introduzione, traduzione e note a cura di Milli Martinelli, Milano : Biblioteca universale Rizzoli, 1994
- Chadži-Muràt; traduzione di Nadia Cicognini ; introduzione, bibliografia e cronologia di Igor Sibaldi, Milano: Mondadori, 1994
- Tre romanzi brevi: Sonata a Kreutzer; La morte di Ivan Ilic; Chadzi-Murat; introduzione di Giovanna Spendel, Milano: Baldini Castoldi Dalai, 2006
- Chadži-Murat; traduzione di Paolo Nori, Roma: Voland, 2010

## Adattamenti
- Il diavolo bianco - film del 1930 diretto da Alexandre Volkoff
- Agi Murad, il diavolo bianco - film del 1959 diretto da Riccardo Freda